# Paul Rogalla von Bieberstein

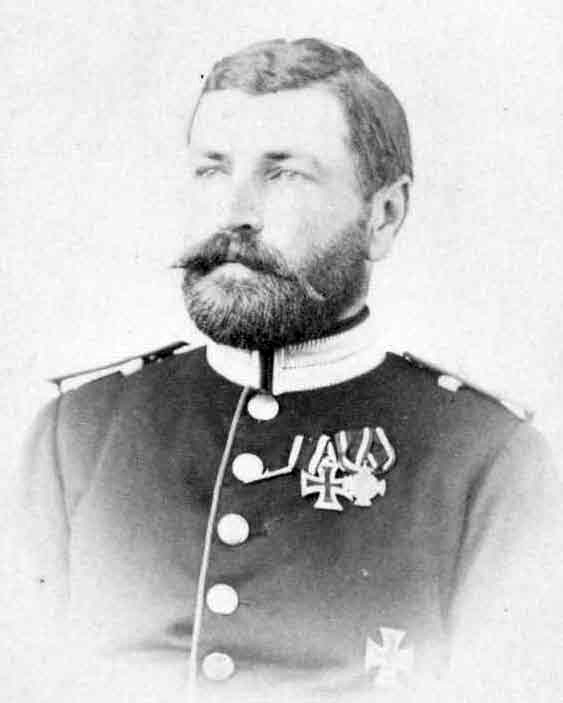
Paul Rogalla von Bieberstein
Foto: In Amiens (Frankreich) im Deutsch-Französischen Krieg 1871

Johann Paul Friedrich Konrad Rogalla von Bieberstein (* 18. Oktober 1835 in Glatz, Provinz Schlesien; † 31. Januar 1907 in Dresden) war ein preußischer Generalmajor. Nach seiner Pensionierung erwarb er sich bleibende Verdienste für die Regionalforschung der Ober- und Niederlausitz, Sachsens, Schlesiens und Böhmens sowie die Familienforschung der Edlen Herren von Biberstein des Wappens Hirschhorn aus Meißen und der Rogalla von Bieberstein des Wappens Hirsch- und Büffelhorn aus Ostpreußen.

## Familie
Er entstammte einem alten, 1440 aus Rogale Dzierzbia in Nordmasowien kommend im Ordensland Preußen, ab 1526 Herzogtum Preußen, besitzlich gewordenen und 1599 im Adel bestätigten preußischen Adelsgeschlecht Rogalla von Rogale (normannisch-germanisch-baltisch: Rogala), (polnisch: Rogalski), das ab 1740 den Namen Rogalla von Bieberstein annahm. Er war das achte von insgesamt elf Kindern des königlich-preußischen Oberstleutnants Friedrich Christoph Rogalla von Bieberstein und der Erbpächterstochter Auguste Lorentz aus Schönfeld im Landkreis Brieg.
Bieberstein ehelichte am 3. Mai 1870 in Vollmarstein (Kreis Sensburg, Ostpreußen) seine Cousine Wally Rogalla von Bieberstein (* 24. August 1838 auf Gut Barranowen, Kreis Sensburg, Ostpreußen; † 28. Juni 1893 in Dresden), die Tochter des Gutsbesitzers Vollmar Rogalla von Bieberstein, Gutsherr auf Baranowen, und der Marianne von Brucken genannt von Fock. Der Ehe entstammen Sohn Paul und Tochter Anna, die lange unvermählt in Berlin lebte. Der Sohn Paul (* 14. Februar 1871; † 10. November 1919) wurde Major und gründete mit Irmgard von Graefendorff eine Familie, sie hatten drei Kinder. 

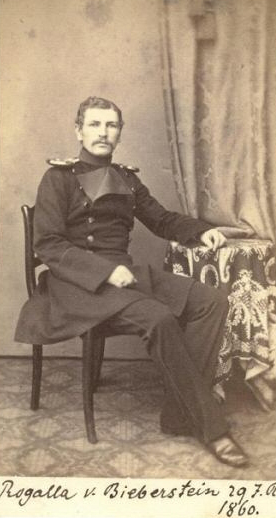
Paul Rogalla von Bieberstein im Jahr 1860
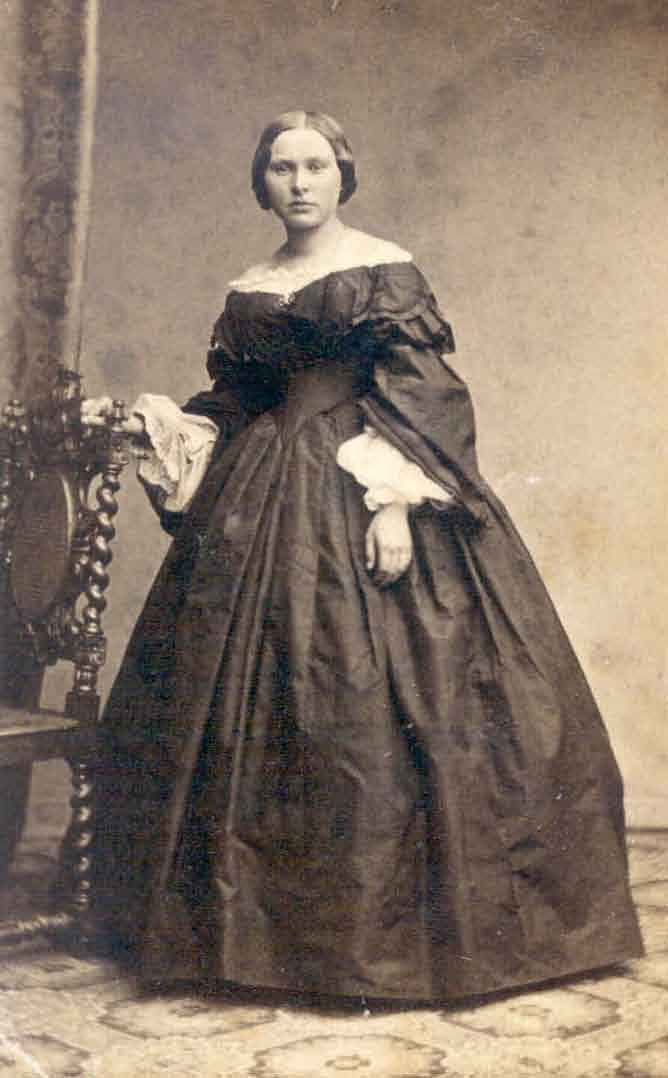
Ehefrau Wally, geb. Rogalla von Bieberstein
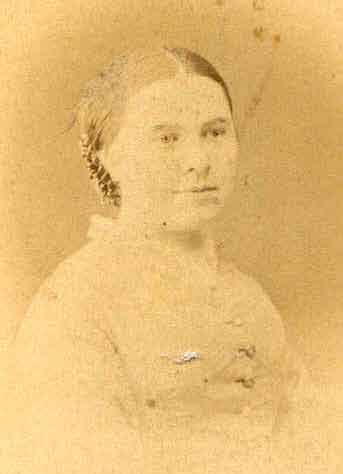
Ehefrau Wally, geb. Rogalla von Bieberstein
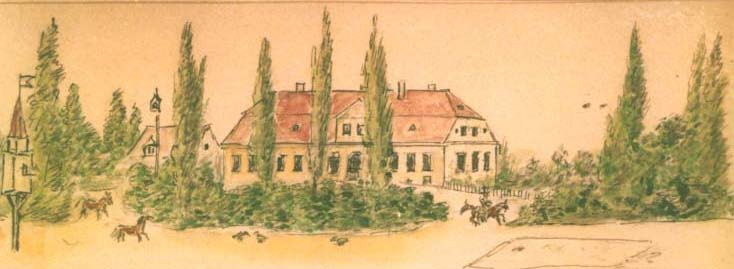
Das Gut Baranowen im Jahr 1850

## Leben
Seine Kindheit bis zum 10. Lebensjahr verbrachte Bieberstein in der Garnisonsstadt Glatz, bis er 1845 mit Versetzung des Vaters nach Görlitz kam.

### Militärzeit 1853–1887
Bieberstein diente „von der Pike auf“, denn er erhielt (vermutlich nach mindestens dreimonatiger Tätigkeit als Gemeiner und einer erfolgreichen Prüfung) am 25. September 1853 mit 18 Jahren die Stelle eines Portepee-Fähnrichs beim 3. Rheinischen Infanterie-Regiment Nr. 29 in Frankfurt am Main, in dem sein mit seiner Mutterschwester verheirateter Onkel Christoph Rogalla von Bieberstein als Hauptmann stand. Am 13. Juli 1854 wurde er Sekondeleutnant, um anschließend zur Kriegsakademie nach Berlin geschickt zu werden, wo er 1861 zum Premierleutnant befördert wurde.
1864 wurde Bieberstein zur Ausbildung in der französischen Sprache nach Paris entsendet, im August 1866 zunächst dem Chef des Generalstabs zur Verfügung gestellt und noch im gleichen Jahr dem Botschafter in Paris attachiert, um im Februar 1867 als Hauptmann im Generalstab nach Berlin geholt zu werden. Zu „Rekognoszierungszwecken“ wurde er 1867 nach Südfrankreich und Algerien kommandiert, 1868 dem Generalstab des VIII. Armee-Korps zugeteilt, in welcher Stellung er 1870/71 am Deutsch-Französischen Krieg in den Schlachten bei Spichern, Gravelotte, Metz, Amiens, Hallue, Bapaume und bei St. Quentin 19. Januar 1871 teilgenommen hat, wo er sich das Eiserne Kreuz I. Klasse erwarb. Danach diente Bieberstein als Kompaniechef im Infanterie-Regiment Nr. 55 in Münster, wurde 1872 Major im Großen Generalstab in Berlin, kam 1873 zum Generalstab der 1. Division nach Königsberg, dann am 5. Februar 1878 als Bataillons-Kommandeur im Füsilier-Regiment Nr. 83 nach Reichenbach im Eulengebirge in Niederschlesien, avancierte 1878 zum Oberstleutnant und wurde 1882 zur Infanterieschießschule (wohl Spandau-Ruhleben) kommandiert, am 5. Mai 1883 zum Kommandeur des Infanterie-Regiments Nr. 71 in Erfurt ernannt, erlangte 1883 den Oberst-Rang und wurde am 4. August 1887 auf sein Gesuch hin als Generalmajor entlassen.

### Zeit als Pensionär und Forscher 1887–1906
Die Kriegsgeschichtlichen Studien der Geschichte des Hussitenkrieges um 1860 an der Kriegsakademie in Berlin hatten das Forschungsinteresse geweckt, weil einige Mitglieder der „edlen Herren von Biberstein des Wappens Hirschhorn“ und eine größere Anzahl von Örtlichkeiten, die früher deren Schutzstädte, Zinsdörfer und Lehen waren, tangiert waren.
Bieberstein nahm seine während der Militärdienstzeit zurückgestellten früheren Studien wieder auf und verstärkte sie 1893 nach dem Tode seiner Frau. Zunächst erweiterte er die Sammlung familiärer Daten, welche er in der großen Anzahl alter und neuer Druckschriften, Chroniken, Landes- und Ortsgeschichten, Monographien, lexikalischen Werken etc. verstreut suchte und fand. Als zusätzliche Quelle benutzte er die öffentlichen Büchereien seines Pensionssitzes, der sächsischen Hauptstadt Dresden. Als besonders fündig erwiesen sich die Materialien des dortigen Hauptstaatsarchivs, zu deren Schätzen eine wertvolle Sammlung Biberstein’scher Urkunden gehörte. Bei Ordnung der gesammelten Nachrichten zeigte sich deren Stattlichkeit, offenbarte aber auch zahlreiche Lücken, die zu schließen nur mit Durchforschung zusätzlicher, auswärtiger Archive möglich war, was sich der über 60-jährige Bieberstein jetzt vornimmt. Trotz seines hohen Alters bereiste er die folgenden 25 reichsdeutschen und österreichischen Städte, um in den dortigen Archiven zu arbeiten: 1898 Königsberg, Lyck, 1900 Breslau und Weimar, 1901 Prag und Raudnitz, 1902 Berlin, 1903 Friedland und Görlitz, 1904 Magdeburg, Zerbst, Berlin, Lübben, Guben, Forst (Lausitz), Pförten, Sommerfeld und Sorau, 1905 Pförten, Luckau und Finsterwalde sowie 1906 Wien, Wittingau, Pisek und Smilkau.
Die in seiner letzten Verfügung vorgestellte Gliederung der beiden forscherischen Nachlasspositionen geben einen Eindruck von der Materialfülle und Aufbereitung (verkürzt):
- A. Edle  Herren von Biberstein (Wappen Hirschhorn, hoher Adel). Material von 1218–1667:

1. Zettelkatalog, chronologisch mit über 7000 Nachrichten, mindestens die Hälfte neu
2. Zettelkatalog
3. Namenstafel:
  1. Das meißnische-schlesische Rittergeschlecht derer von Biberstein
  2. Das böhmisch-Lausitzische Geschlecht der edlen Herren von Biberstein, bis 1551
  3. desgleichen bis 1667
4. Verzeichnis aller Familienmitglieder
5. Nachweisung der Ortschaften
6. Übersicht über den Besitzstand
7. Nachweisung der Biberstein’schen Vasallen
8. Nachweisung der Biberstein’schen Protonotare, Kanzler, Hauptleute usw

- B. Geschlecht Rogalla von Bieberstein, insbesondere Leegen’scher Zweiges (Wappen Hirsch- und Büffelhorn bzw. Rogala, niederer Adel. Laut Wappenlegende von den Edelherren abstammend):

1. Ausführliches, chronologisch geordnet betreffend die Geschlechter Rogalla, Rogalski (Wappen Hirschhorn), Rogalla von Bieberstein (Wappen dito), Kazimirski von Bieberstein (auch von Bieberstein Kazimirski genannt) (Wappen Hirschhorn), nicht unterzubringende Mitglieder des Geschlechts Rogalla von Bieberstein, endlich die bürgerlichen Familien Bieberstein
2. Familienbriefe
3. Rogalla von Bieberstein, Personalnotizen I–IV
4. Stammtafel der Rogalla von Bieberstein, Leegen’schen Zweiges

## Werke
- Urkundliche Beiträge zur Geschichte der Edlen Herren von Bieberstein und ihrer Güter. Aus dem handschriftlichen Nachlaß des Generalmajors Paul Rogalla von Bieberstein mitgeteilt von Albert Hirtz, bearbeitet, erläutert und um einen Regesten-Nachtrag vermehrt von Julius Helbig, Hrsg. Verein für Heimatkunde des Jeschken-Isergaues, Selbstverlag, Reichenberg in Deutschböhmen 1911.
- Die „Stammtafel Rogalla von Bieberstein Legensch’sches Zweiges“ mit 237 Personen ist gemäß (unveröffentlichtem) Begleitbrief vom 4. November 1900 der persönlich fundierte, berichtigte und vermehrte Stammbaumentwurf des Ingenieurs Albert Hirtz von 1893, erstellt von diesem auf Basis des Nachlasses seines Schwiegervaters Erdmann Rogalla von Bieberstein (1824–1886). Mit den im März 1920 seitens Generalleutnant a. D. Johannes Rogalla von Bieberstein (1865–1938) aktualisierten deutschen Familienmitgliedern wurde er im GOTHA B (Briefadel) 1925 und 1940 veröffentlicht.